# Kinderhaus AtemReich
Das Kinderhaus AtemReich gGmbH ist ein gemeinnütziges Kinderhaus, das in Deutschland seit 2005 besteht und seinen Sitz in München, Moosach hat. Das AtemReich ist eine deutschlandweit einmalige Einrichtung, die sich auf die Betreuung intensivpflegebedürftiger, beatmeter Kinder und Jugendlicher spezialisiert hat. Das Kinderhaus ist eine nichtstaatliche Einrichtung, die in Deutschland als gemeinnützig und mildtätig anerkannt ist. Die Pfennigparade, die Blindeninstitutsstiftung und der Prinzessin Ruprecht Verein für kranke Kinder e.V. sind Gesellschafter des Kinderhauses.

## Geschichte
Kinder und Jugendliche mit Atemproblemen leben dauerhaft in der Intensivstation des betreuenden Krankenhauses in Deutschland. Ist die Akutbehandlung abgeschlossen, können beatmete Kinder nicht entlassen werden, da sie weiterhin medizinisch betreut werden müssen. Vor diesem Hintergrund haben die drei Vereine Stiftung Pfennigparade, Blindeninstitutsstiftung und der Prinzessin Rupprecht Verein für kranke Kinder e.V. im Jahr 2005 das Kinderhaus AtemReich gegründet mit Markus Morell als Geschäftsführer. Das Ziel: Dauerhaft beatmeten, intensivpflegebedürftigen Kindern eine familienähnliche Wohnform zu bieten, in der sie nicht nur medizinisch, sondern auch therapeutisch und pädagogisch betreut werden.

## Struktur und Aufgaben
Der 1. Vorsitzende des Kinderhaus AtemReich ist Carl-Peter Bauer vom Prinzessin Rupprecht Verein für kranke Kinder e.V. Daneben sind Ernst-Albrecht von Moreau von der Stiftung Pfennigparade und   Marco Bambach von der Blindeninstitutsstiftung als Vorstand des Kinderhauses tätig.
In einem interdisziplinären Betreuungsansatz (Medizin, Pflege, Pädagogik, Therapie) werden die Kinder begleitet. Die rund-um-die-Uhr Versorgung und Förderung der maximal zwanzig beherbergten Kinder gewährleisten dabei Pflegefachkräfte, Heilpädagogen, Ergotherapeuten, Physiotherapeuten, Logopäden, Erzieher und Heilerziehungspfleger. Ergänzt wird die Betreuung durch enge Kooperation und Rufbereitschaft der direkt benachbarten Kinderklinik des Klinikum Dritter Orden. Im Jahr 2021 beschäftigte das Kinderhaus AtemReich 101 Mitarbeiter.
Im Kinderhaus leben Kinder und Jugendliche von der Geburt bis zum 18. Lebensjahr. Teilweise werden Kinder und Jugendliche nach anfänglicher Behandlung im AtemReich auch in ihre häusliche Umgebung entlassen.

## Finanzierung
Die laufenden Kosten für die Pflegeplätze der Kinder und Jugendlichen übernehmen Krankenkassen, Pflegekassen und Sozialhilfeträger.
Träger des Kinderhauses ist die AtemReich gGmbH. Gesellschafter sind das Blindeninstitut München, die Stiftung Pfennigparade und der Prinzessin Rupprecht Verein für kranke Kinder e.V. Daneben finanziert und trägt sich das Kinderhaus vor allem durch Sach- und Geldspenden.